# Liste der Biografien/Schwo
Liste der Biografien |
Portal Biografien |
Personensuche
# |
A |
B |
C |
D |
E |
F |
G |
H |
I |
J |
K |
L |
M |
N |
O |
P |
Q |
R |
S |
T |
U |
V |
W |
X |
Y |
Z |
?
 
Sa |
Sb |
Sc |
Sd |
Se |
Sf |
Sg |
Sh |
Si |
Sj |
Sk |
Sl |
Sm |
Sn |
So |
Sp |
Sq |
Sr |
Ss |
St |
Su |
Sv |
Sw |
Sy |
Sz
 
Sca–Sce |
Sch |
Sci–Scz
 
Scha |
Schc |
Schd |
Sche |
Schg |
Schi |
Schj |
Schk |
Schl |
Schm |
Schn |
Scho |
Schp |
Schr |
Schs |
Scht |
Schu |
Schv |
Schw |
Schy
 
Schwa |
Schwe |
Schwi |
Schwo |
Schwu |
Schwy
Die Liste der Biografien führt alle Personen auf, die in der deutschsprachigen Wikipedia einen Artikel haben. Dieses ist eine Teilliste mit 51 Einträgen von Personen, deren Namen mit den Buchstaben „Schwo“ beginnt.

## Schwo

### Schwob
- Schwob d’Héricourt, Jacques (1881–1943), französischer Filmproduzent
- Schwob, Anton (1937–2023), österreichischer Germanist
- Schwob, Fritz Hermann (1891–1956), deutscher Politiker (CDU) und Minister in Brandenburg in der DDR
- Schwob, Lucien (1895–1985), Schweizer Maler und Grafiker
- Schwob, Marcel (1867–1905), französischer Schriftsteller und Übersetzer
- Schwob, Patricio (* 1986), chilenischer Fußballspieler
- Schwob, Ralf (* 1966), deutscher Schriftsteller
- Schwob, Susanne (1888–1967), Schweizer Malerin und Innendekorateurin
- Schwobe, Max (1874–1955), deutscher Landwirt und Politiker (DNVP), MdR, MdL
- Schwöbel, Christoph (1955–2021), deutscher evangelischer Theologe
- Schwöbel, Gerlind (1926–2010), deutsche evangelische Pfarrerin und Schriftstellerin
- Schwöbel, Hans-Peter (* 1945), deutscher Soziologe, Hochschullehrer und Kabarettist
- Schwöbel, Ludwig (* 1950), deutscher Architekt
- Schwöbel, Valentin (1863–1921), deutscher evangelischer Theologe mit dem Schwerpunkt Palästinageographie

### Schwoc
- Schwoch, Rebecca (* 1963), deutsche Medizinhistorikerin
- Schwoch, Stefan (* 1969), italienischer Fußballspieler
- Schwoche, Jutta (* 1955), deutsche Leichtathletin
- Schwoche, Walter (* 1953), deutscher Leichtathlet
- Schwochow, Christian (* 1978), deutscher Filmregisseur
- Schwochow, Heide (* 1953), deutsche Drehbuchautorin

### Schwoe
- Schwoerbel, Jürgen (1930–2002), deutscher Limnologe, Professor der Biologie
- Schwoerer, Markus (* 1937), deutscher Physiker und Hochschullehrer
- Schwoerer, Paul (1874–1959), höherer badischer Verwaltungsbeamter
- Schwoerer, Thomas Carl (* 1957), deutscher Verleger

### Schwoi
- Schwoiser, Eduard (1826–1902), mährischer Historienmaler, der in München wirkte

### Schwok
- Schwokowski, Christian (* 1941), deutscher Chirurg, Medizinhistoriker und Hochschullehrer

### Schwol
- Schwolgin, Armin (* 1953), deutscher Wirtschaftswissenschaftler und Hochschullehrer
- Schwoll, Tom (* 1966), deutscher Musiker und Songwriter
- Schwollmann, Wilhelm Alexander (1734–1800), deutscher evangelischer Theologe
- Schwolow, Alexander (* 1992), deutscher FußballtorhüterAlexander Schwolow (* 1992)

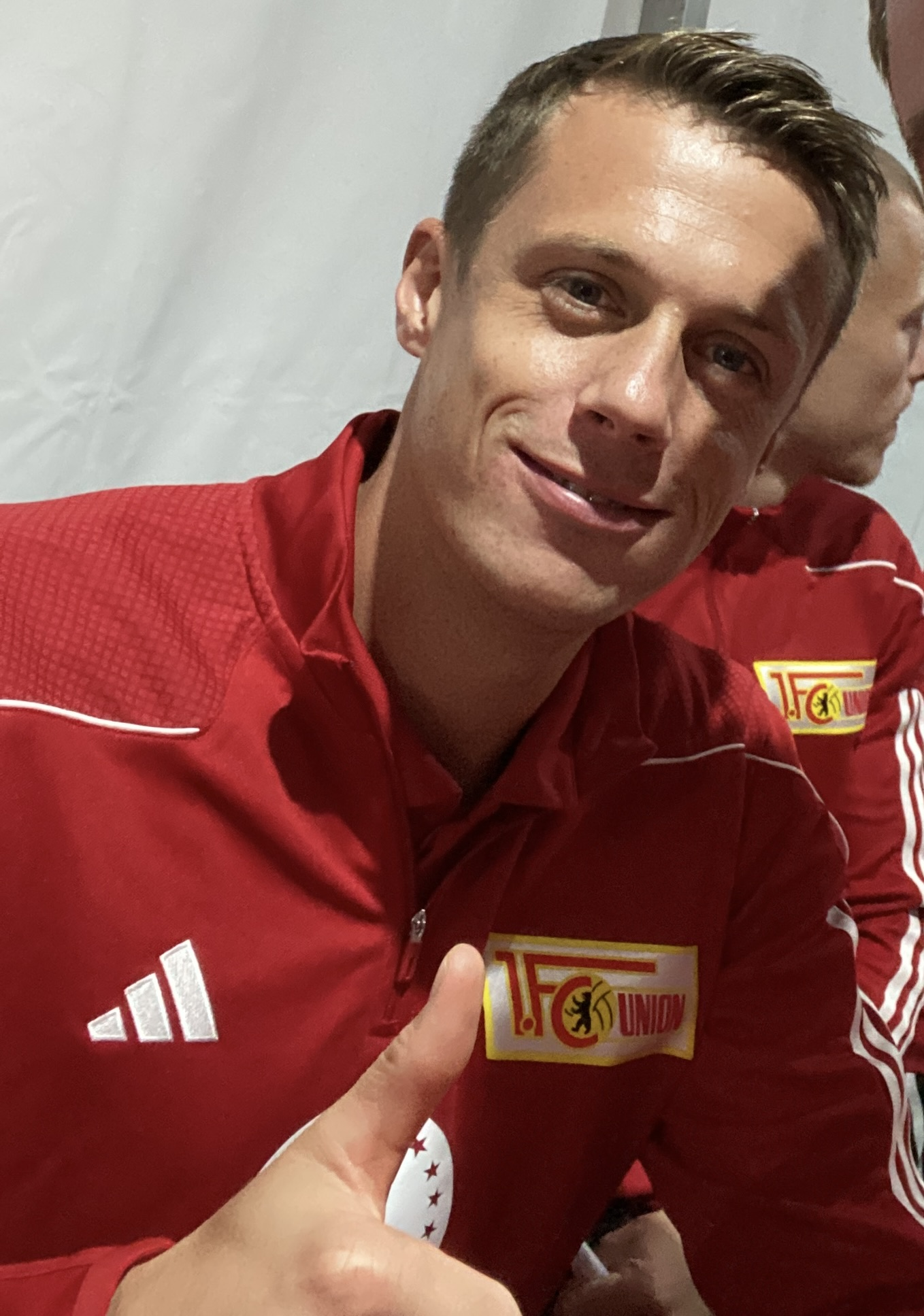
Alexander Schwolow (* 1992)

- Schwolow, Hendrik (* 1961), deutscher Trompeter, Dirigent, Bandleader, Sänger, Arrangeur und Dozent

### Schwom
- Schwomeyer, Judy, US-amerikanische Eiskunstläuferin

### Schwon
- Schwonberg, Marni, deutsch-schweizerische Sopranistin
- Schwonke, Martina (* 1962), deutsche Juristin und Richterin am Bundesgerichtshof
- Schwontkowski, Norbert (1949–2013), deutscher Maler und Hochschullehrer
- Schwonzen, Theo (1920–2014), deutscher Mediziner

### Schwoo
- Schwoon, Karl (1908–1976), deutscher Maler, Galerist und Bildredakteur
- Schwoon, Melchior (1809–1874), deutscher Unternehmer, MdBB
- Schwoon, Melchior (1871–1956), deutscher Unternehmer

### Schwop
- Schwope, Axel D. (* 1959), deutscher Astrophysiker und Hochschullehrer

### Schwor
- Schwörbel, Edgar (* 1915), deutscher Diplomat
- Schwörbel, Herbert (1911–1988), deutscher Jurist, Wirtschaftsjournalist und Diplomat
- Schwörbel, Heribert (1881–1969), deutscher Jurist und Botschafter des Deutschen Reichs
- Schwörer, Anika (* 2001), Schweizer Volleyballerin
- Schwörer, Friedrich (1833–1891), deutscher Maler und Illustrator
- Schwörer, Hermann (1922–2017), deutscher Jurist, Unternehmer und Politiker (CDU), MdB, MdEP
- Schwörer, Ignaz (1800–1860), deutscher Gynäkologe und Geburtshelfer
- Schworm, Karl (1889–1956), deutscher Nationalsozialist, deutscher Autor und Heimatdichter
- Schwormstädt, Felix (1870–1938), deutscher Maler, Zeichner und Illustrator
- Schwormstede, Luca (* 2002), deutscher Handballspieler

### Schwoy
- Schwoy, Franz Josef (1742–1806), mährischer Topograph und Archivar